# 呉巨
呉 巨（ご きょ、生没年不詳）は、中国後漢末期の武将。荊州長沙郡の人。

## 生涯
勇猛な武人であったという。交州刺史張津と蒼梧太守史璜の死後、荊州牧劉表は頼恭を呉巨と共に派遣して交州に至らせ、張津と史璜に代えた。後に呉巨は頼恭と反目し、頼恭は零陵に逃走した。
劉備は呉巨と昔馴染みであったため、劉表死後に曹操の追撃を受けた時、呉巨を頼って落ち延びようとした。しかし孫権軍の魯粛が「呉巨は平凡な人物だから、頼りにしても当てにならない」と進言したため、落ち延びることをやめたという。
210年、孫権が交州刺史として歩騭を派遣すると、呉巨は降伏したが、異心を抱いていた。それを察した歩騭に会談の席上で斬り殺され、その首を晒しものにされた。
小説『三国志演義』では第42回にて、諸葛亮と魯粛の間で前述の会話がなされ、その会話上で名前が挙がる場面がある。名前も呉臣（ごしん）に変更されている。